# Jonquière Marquis
Jonquière Marquis je profesionální kanadský klub ledního hokeje, který sídlí v Saguenay v provincii Québec. Založen byl v roce 1996 pod názvem Saint-Lin-Laurentides Gladiateurs. Svůj současný název nese od roku 2012. Do profesionální LNAH vstoupil v ročníku 1996/97. Své domácí zápasy odehrává v hale Palais des Sports de Saguena s kapacitou 3 200 diváků. Klubové barvy jsou zelená, černá, stříbrná a bílá.
Jedná se o rekordního šestinásobného vítěze LNAH (sezóny 2001/02, 2002/03, 2006/07, 2012/13, 2013/14 a 2016/17).

## Historické názvy
Zdroj: 
- 1996 – Saint-Lin-Laurentides Gladiateurs
- 1997 – Sainte-Thérèse Chiefs
- 1998 – Laval Chiefs
- 2005 – Laval Summum Chiefs
- 2006 – Saint-Jean-sur-Richelieu Summum Chiefs
- 2008 – Saguenay 98.3-FM
- 2009 – Saguenay Marquis
- 2012 – Jonquière Marquis

## Úspěchy
- Vítěz LNAH ( 6× )
  - 2001/02, 2002/03, 2006/07, 2012/13, 2013/14, 2016/17

## Přehled ligové účasti
Zdroj: 
- 1996–2004: Ligue de hockey semi-professionnelle du Québec
- 2004– : Ligue Nord-Américaine de Hockey